# کامیون یدک‌کش

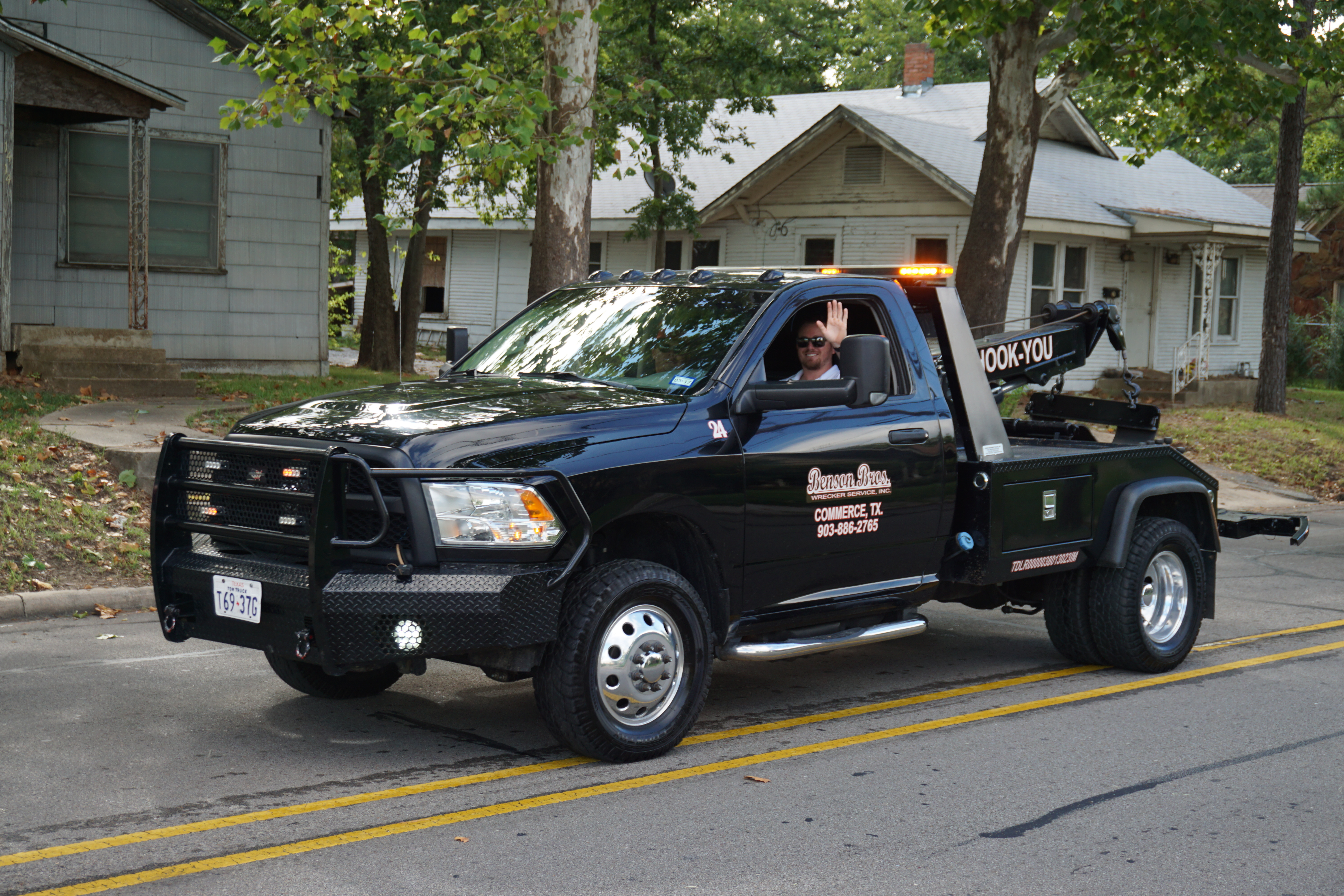
کامیون یدک‌کش مدرن دوج رم

کامیون یدک‌کش (انگلیسی: Tow truck) کامیونی است که برای جابجایی وسایل نقلیه موتوری ازکارافتاده، نامناسب پارک‌شده، توقیف‌شده یا موتور غیرفعال‌شده استفاده می‌شود. این ممکن است شامل بازیابی وسیله نقلیه آسیب دیده در تصادف، بازگرداندن آن به سطح قابل رانندگی در شرایط نامساعد یا آب و هوای نامناسب، یدک‌کشی یا انتقال آن از طریق کفی تخت به تعمیرگاه یا مکان دیگری باشد.
یک کامیون یدک‌کش از یک کفی خودروبر که برای جابجایی چندین وسیله نقلیه جدید یا مستعمل به‌طور همزمان در عملیات‌های معمول حمل و نقل استفاده می‌شود، متمایز است.